# Lucy Topoľská
Lucy Topoľská (* 31. prosince 1933 Olomouc ) je česká germanistka a překladatelka z němčiny.

## Životopis
Lucy Topoľská vystudovala německou a ruskou filologii na Univerzitě Palackého v Olomouci a na Univerzitě Karlově v Praze. Pracovala nejprve ve Státní vědecké knihovně v Olomouci a poté na katedře germanistiky FF UP, kde působila od roku 1965 až do odchodu do důchodu (2009). V roce 1989 se habilitovala (titul doc.). Mezi léty 1990–1994 byla vedoucí Katedry germanistiky.
Jako překladatelka převedla z němčiny do češtiny díla např. Ödöna von Horvátha, Roberta Neumanna, Petera Härtlinga, Bernharda Schlinka, Ericy Pedretti, Lea Perutze, Melindy Nadjové Abonjiové, Barbary Frischmuthové, Martina Sutera, Romana Karla Scholze či Julie Franckové.
Za rok 2002 obdržela Cenu města Olomouce v oblasti literatura.

## Dílo (výběr)
- Die Wissenschaftliche Staatsbibliothek in Olomouc 1956–1966. Leipzig, 1966.
- Deutschsprachige Literatur des 18. Jahrhunderts: (Aufklärung, Sturm und Drang). 1. vyd. Olomouc: Univerzita Palackého, 1996. 76 s. ISBN 80-7067-650-7.
- Beiträge zur Deutschsprachigen Literatur in Tschechien. 1. vyd. Olomouc: Univerzita Palackého, 2000. 417 s. Beiträge zur mährischen deutschsprachigen Literatur; Bd. 3. ISBN 80-244-0185-1. (společně s Ludvíkem Václavkem)

### Překlady
- Roman Karl Scholz: Goneril : příběh jednoho setkání (Goneril : die Geschichte einer Begegnung) vydáno v publikaci Roman Karl Scholz: Výbor z díla[4]